# 斋藤绿雨
斋藤绿雨（1868年1月24日—1904年4月13日）是日本明治时期的小说家、评论家。本名斋藤贤（さいとう まさる）。出生于伊势国神户，是津藩的医生斋藤利光的长子。少年时移居东京，受藤堂家照顾并定居于本所绿町，由此得名“绿雨”。早年师从假名垣鲁文，逐步在文学界崭露头角。作为评论家，斋藤以其尖锐的文风闻名，尤其以其对小说创作的评论而广受关注。作为小说家，代表作有《油地狱》（油地獄）和《捉迷藏》（かくれんぼ）。他也是樋口一叶的好友，并积极推动其作品的出版和传播。

## 生平
1868年1月24日（庆应三年十二月三十），斋藤绿雨出生于伊势国神户市（现三重县铃鹿市神户市），是津藩医生齐藤利光的儿子，10岁那年移居东京。由于父亲是藤堂家的侍医，因此他们住在本所绿町（现东京都墨田区绿町）的藤堂宅邸内。“绿雨”这个号就是因为曾居住于绿町而得。经过东京府中学和明治义塾的教育后，他进入明治法学院（现为明治大学），但为了支持弟弟们，他中途放弃了学业，决心以写作为生。
1884年（明治17年）起，斋藤绿雨拜师于假名垣鲁文，以“江东绿”（江東みどり）为笔名创作了多部小说。此后，从1889年（明治22年）到1890年（明治23年）期间，他发表了《小说八宗》（小説八宗）、《初学小说心得》（初学小説心得）、《小说评注问答》（小説評注問答）等充满讽刺精神的评论，确立了自己作为辛辣批评家的地位，受到公认。1891年（明治24年），他凭借《油地狱》（油地獄）、《捉迷藏》（かくれんぼ）等作品成为公众认可的小说家，但他的生活却仍然很艰难。这一时期，他用“正直正太夫”、“登仙坊”、“緑雨醒客”等多个笔名。
斋藤绿雨在《万朝报》、《读卖新闻》、《二六新报》等报纸上连载了包括《眼前口头》（眼前口頭）在内的格言集。他与当时《万朝报》的记者幸德秋水交情深厚。1895年（明治28年）9月，他被任命为《时论日报》的主编，并邀请了同为假名垣鲁文的弟子、在《今日新闻》时曾是同事的野崎左文担任顾问。
斋藤绿雨是理解并评价樋口一葉真正价值的人之一，他与森鷗外、幸田露伴一起在《三人笑话》（三人冗語）中高度赞赏了樋口一叶。两人于1896年（明治29年）1月开始书信往来，绿雨开始对一叶进行了直接的批评。当他访问樋口家时，曾与一叶畅谈江户文学和当时的文坛。一叶在日记中写道：“与他成为对手很有趣。成为朋友则似乎更有趣。”从此两人一直保持着联系，直到樋口一叶因病去世。
1899年（明治32年），斋藤绿雨承担了《一叶全集》（博文馆）的校订工作，并在照顾樋口一叶家人生活的同时，在自己手中保存着樋口一叶的日记。他在去世前将一叶日记托付给好友马场孤蝶，这一举动也体现了绿雨对一叶的深厚感情。
斋藤绿雨患上了肺结核，自1900年（明治33年）10月23日在鵠沼的旅馆东屋进行调养。1901年4月13日，他带着东屋的女佣金泽竹（金澤タケ）一起移居到竹娘家的小田原，并与竹结婚。尽管在小田原休养了两年，但病情并未好转，斋藤绿雨最终回到了东京。然而，在东京的斋藤绿雨一直找不到工作。好友幸德秋水和堺利彦等人为了帮助他，在他们发行的《周刊·平民新闻》上专门为绿雨开设了一个名为“もゝはがき”的专栏，使他能够获得稿费。绿雨时常因等不及稿费寄到，拖着病体亲自到平民社领取，秋水则总是多给一些零用钱给他。
1904年（明治37年）4月13日，斋藤绿雨在临终前口述并让马场孤蝶代笔撰写了一则讣告，内容为「我于本月本日喜乐死去，特此公告」（僕本月本日を以て目出度死去致候間此段広告仕候也），并于翌日（14日）刊登在《万朝报》。他本人在东京市本所横网町（现今东京都墨田区横网）的家中病逝，享年36岁。戒名为“春晓院绿雨醒客居士”（由幸田露伴起名）。

## 名语
- “笔一支也，筷子二支也，终究寡不敌众。”
- “夸耀贫穷比夸耀富裕更卑鄙”[18]
- “说起‘ギヨエテ（日语发音类似于‘歌德’）指的是我吗？’歌德这样说道”[19]

## 现代刊行的作品
- [冰雹酒]. 再版. 岩波文库. 1985 [1939]. ISBN 9784003111116 （日语）.
- [油地狱，等两篇]. 再版. 岩波文库. 1988 [1952]. ISBN 978-4003111123 （日语）.
- [捉迷藏，等两篇]. 再版. 岩波文库. 1991 [1939]. ISBN 9784003111130 （日语）.
- 中野三敏（日语：中野三敏） (编).   [绿雨警语]. 富山房（日语：冨山房）百科文库. 1991. ISBN 978-4572001412 （日语）.
  - 收录了《眼前口头》、《霏霏剌剌》（霏々剌々）、《岩下电》（巌下電）、《两口一舌》（両口一舌）、《青眼白眼》、《长者短者》、《半文钱》（半文銭）、《大底小底》（大底小底）
- 稻垣达郎 (编).  [斋藤绿雨集，明治文学全集第28卷]. 筑摩书房. 2013 [1966]. ISBN 978-4480103284 （日语）.
- [斋藤绿雨全集]. 筑摩书房. 2000. ISBN 978-4-480-70700-0 （日语）.
- 坪内祐三; 南伸坊 (编).  [明治文学15 斋藤绿雨]. 筑摩书房. 2002. ISBN 978-4480101556 （日语）.
- [讽刺文学集，新日本古典文学大系明治篇29]. 岩波书店. 2005. ISBN 9784002402291 （日语）.
  - 收录了《捉迷藏》（かくれんぼ）、《海蛙》（あま蛙）、《小说评注问答》、《眼前口头》。
- [绿雨遗稿]. 复刻版. 湖北社. 1982 [1907] （日语）.

## 脚注
1. 1 2  すみだ文学地図 (1990).
2. ↑  明治大学史資料センター (2011)，第145頁.
3. ↑  池田一彦 (2015)，第176頁.
4. ↑  梶井基次郎, 外村繁 & 中島敦集 (1970)，第480頁.
5. ↑  戸松泉 (2008)，第204頁.
6. ↑  池田一彦 (2015)，第27頁.
7. ↑  坪内祐三 & 南伸坊 (2002)，第410頁.
8. ↑  伊藤整 (1995)，第83頁.
9. ↑  松坂俊夫 (1983)，第110頁.
10. 1 2  澤田章子 (1989)，第214頁.
11. ↑  杨栩茜 (2021)，第174頁.
12. ↑  後藤積 (1987)，第210頁.
13. ↑  岩橋邦枝 (1992)，第38頁.
14. ↑  日本史広辞典編集委員会 (2000)，第709頁.
15. 1 2  梶山健 (1995)，第41頁.
16. 1 2  文英堂 (1967)，第222頁.
17. ↑  岩井寛 (1997)，第150頁.
18. ↑  国馆 (2017)，第261頁.
19. ↑  石綿敏雄 (2001)，第151頁.